# Nod (konsthantverk)
Nod, inom konsthantverk, kommer från latinets nodus, det vill säga 'knut'.
Nod kallas en ansvällning i form av en vanligen tillplattad kula på skaftet till ett vinglas eller en nattvardskalk eller ett ciborium. Nod kan också finnas på exempelvis monstranser. Syftet är praktiskt: att underlätta prästens liturgiska hantering av föremålet